# 34 f.Kr.
34 f.Kr. var ett normalår som började en fredag i den proleptiska julianska kalendern, men i verkligheten antingen ett normalår som började en fredag, lördag eller söndag, eller ett skottår som började en fredag eller lördag i den julianska kalendern (se skottårsfelet i den julianska kalendern för mer information).

## Händelser

### Efter plats

#### Romerska republiken
- Marcus Antonius och Lucius Scribonius Libo blir konsuler i Rom, Antonius för andra gången. Libo ersätts av Paullus Aemilius Lepidus senare under året.
- Octavianus pacificerar Dalmatien, Illyrien och Pannonien, medan Antonius återtar Armenien från parterna.
- Hösten – Marcus Antonius fördelar de östra kungarikena till de barn han har med Kleopatra VII av Egypten (Alexander Helios, Kleopatra Selene och Ptolemaios Filadelfos).
- Marcus Antonius insätter Kleopatra som hellenistisk monark i Alexandria.

## Avlidna
- Sallustius, romersk historiker